# Ayoub Ghadfa
Ayoub Ghadfa Drissi El Aissaoui (Marbella, 6 de dezembro de 1998) é um pugilista espanhol.

## Carreira
Ele competiu no Campeonato Europeu de Boxe Amador de 2022, sendo premiado com a medalha de bronze no evento superpesado. Ele também competiu no Campeonato Mundial de Boxe AIBA de 2021 no evento superpesado, não ganhando nenhuma medalha.
Nos Jogos Olímpicos de Verão de 2024, em Paris, conquistou a medalha de prata na disputa de peso superpesado (acima de 92 kg).